# Ремезов, Николай Митрофанович
Николай Митрофанович Ремезов (Ремизов) (1864, Тамбовская губерния — 30 октября 1916, в районе Гарбузова) — генерал-майор русской императорской армии.

## Биография
Сын М. Н. Ремезова, одного из основателей и пожизненного редактора журнала «Русская мысль», родился 8 (20) декабря 1864 года в селе Кашково Тмбовской губернии .
Окончил 3-й Московский кадетский корпус и 26 августа 1885 года поступил на военную службу. В 1887 году, по окончании 3-го военного Александровского училища (по 2-му разряду) выпущен подпоручиком в 72-й пехотный Тульский полк. С 30 марта 1891 года — батальонный адъютант, 31 мая 1892 года был произведён в поручики.
С 21 декабря 1893 года — офицер-воспитатель 4-го Московского кадетского корпуса. 17 апреля 1894 г. произведён в штабс-капитаны, 24 марта 1896 — в капитаны, 18 апреля 1899 г. — в подполковники. Был преподавателем гимнастики в гимназии им. Медведниковых.
Участвовал в русско-японской войне (1904—1905), был ранен и контужен. С 16 апреля 1904 г. — командир батальона; 18 августа 1904 г. произведён в полковники.
С 31 января 1907 г. — командир 220-го пехотного резервного Епифанского полка.
С 28 декабря 1908 г. — командир 7-го гренадерского Самогитского полка. 14 января 1914 присвоено звание генерал-майор, назначен командиром 2-й бригады 10-й пехотной дивизии.
Участвовал в Первой мировой войне. С октября 1914 года — начальник 35-й пехотной дивизии, с 20 января 1916 г. — командир бригады этой же дивизии.
Убит 30 октября (12 ноября) 1916 года разрывной пулей при осмотре позиций в районе Гарбузов — Гукаловице. Погребён 7 ноября 1916 года на Московском братском кладбище на месте, которое выбрал при жизни.

7-го ноября на Братском кладбище совершено погребение известного боевого генерала Н. М. Ремезова, убитого 30-го октября при осмотре позиции разрывной пулей. Генерал Ремезов хорошо известен был не только военным кругам Москвы, но и московскому обществу. Он был учредителем многих спортивных кружков и сам руководил делом постановки физического развития детей в учебных заведениях. Его высокую красивую фигуру с левой рукой на чёрной перевязи вследствие раны, полученной в русско-японскую войну, знала буквально вся Москва. Покойный происходил из литературной семьи. Его отец известный публицист М. Н. Ремезов — был одним из основателей и пожизненным редактором журнала «Русская мысль». Отпевание тела героя состоялось в церкви Самогитского полка (в Покровских казармах), которым он до войны долгое время командовал. Храм был переполнен почитателями памяти покойного. При отпевании изволила присутствовать Её Императорское Высочество Великая Княгиня Елисавета Федоровна, командующий войсками московского военного округа I. И. Мрозовский и другие высшие представители военной власти. Когда гроб с телом почившего был вынесен из храма, войска взяли на-караул, а военный оркестр заиграл «Кольславен». Гроб был поставлен на лафет, и печальная процессия направилась к Братскому кладбищу. На Тверской улице покойному генералу пришлось ещё раз встретиться с врагом. Как раз в это время в нескольких санитарных автомобилях везли раненых турок и последние с любопытством смотрели на огромную процессию и на молодцоватых бравых солдат, сопровождавших тело генерала. Генерал Ремезов погреблен на Братском кладбище на том самом месте, которое он сам лично выбрал ещё при жизни.— Иллюстрированный журнал «Искры», 13 ноября 1916 года

## Награды
- Орден Святого Станислава 2-й степени с мечами (1904)
- Орден Святой Анны 2-й степени (1907)
- Орден Святого Владимира 4-й степени (1910)
- Георгиевское оружие (ВП 05.05.1915).